# Chaerilus kautti
Espèce
Chaerilus kautti est une espèce de scorpions de la famille des Chaerilidae.

## Distribution
Cette espèce est endémique de la province de Prachuap Khiri Khan en Thaïlande. Elle se rencontre dans la grotte Tham Khao Ma Rong.

## Description
Le mâle holotype mesure 37,53 mm et la femelle paratype 42,61 mm.

## Étymologie
Cette espèce est nommée en l'honneur de Peter Kautt.

## Publication originale
- Kovarík, Lowe, Stockmann & Šťáhlavský, 2020 : « Two new Chaerilus from Thailand and Laos (Scorpiones: Chaerilidae). » Euscorpius, no 314, p. 1–20 (texte intégral).